# ۱۱۳۸ (خورشیدی)
۱۱۳۸ هزار و صد و سی و هشتمین سال هجری خورشیدی است.